# دوك (حوسبة)

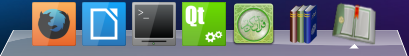
نافذة ارساء العقاب

(بالإنجليزية: Dock)‏ أو الميناء. هو أحد عناصر واجهة المستخدم استخدمت في أنظمة تشغيل أبل,مثل ماك أو إس إكس (Mac OS X)،و أنظمة أخرى مثل نيكست ستيب (NEXTSTEP)، ونيوتن أو إس (Newton OS).

## الميزات التي تقدمها هذه الأداة
هذه الأداة هي ترجمة فعلية لأهداف واجهة المستخدم. فتوفر لك الأداة وصولاً أسرع لأهم التطبيقات التي تحددها بنفسك. وتستطيع الوصول إلى التطبيقات الموجودة عليها بنقرة واحد فقط، كما تجنبك بعثرة سطح المكتب وملئه بأيقونات البرامج.

## تقنيات شقيقة
نتوفر في نظام تشغيل لينكس هذه الميزة بشكل مختلف وهي إمكانية وضع اختصار لأي برنامج أو ملف على الألواح (Panels) الموجوة على سطح المكتب والتي عادة ما تكون لوحين علوي وسفلي.
وفي نظام ويندوز يوفر شريط ابدأ، جزءا منه له وظيفة مشابهة يسمى Quick Lunch.
يوجد العديد من البرامج التي يمكن تركيبها على أنظمه التشغيل لإضافة خصائص مطابقة لتقنية الميناء في نظام ماك أو إس إكس (Mac OS X) لأنظمة مثل ميكروسوفت ويندوز ولينكس.